# Pitty (boekenreeks)
Pitty is een boekenreeks van de Britse schrijfster Enid Blyton. De boeken verschenen in het Engels als de Malory Towers serie. De boeken werden in het Nederlands vertaald door Marguerite Prick van Wely. De boeken waren geïllustreerd door Guust Hens en M. Jad. De boeken werden uitgegeven in de Valkenserie, door Het Goede Boek in Huizen.

## Verhaal
De reeks gaat over een meisje, Pitty Rivers, en begint op het moment dat ze voor het eerst naar haar nieuwe kostschool gaat, Malory Towers in Cornwall. De reeks eindigt als ze haar laatste trimester erop heeft zitten, en ze zal verder studeren aan de universiteit. Ze maakt daar heel wat vriendinnen maar moet ook proberen haar drift, gemene meisjes, enz. die soms op haar pad komen te overwinnen. Als het erop aan komt, kan ze echter steeds op haar vriendinnen en school rekenen, en zij ook op haar.

## Delen
Er zijn in deze reeks 6 delen verschenen, die ook zijn uitgegeven in een omnibus, met al haar avonturen bijeen:
- Pitty naar kostschool (1946; Valkenserie nr. 21; ISBN 90 240 00904)
- Pitty's tweede kostschooljaar (Valkenserie nr. 22; ISBN 9024000912)
- Pitty in de derde (Valkenserie nr. 23; ISBN 9024000920)
- Pitty als vierdeklasser (Valkenserie nr. 24; ISBN 9024000939)
- Pitty's vijfde kostschooljaar (Valkenserie nr. 25; ISBN 90 240 0094 7)
- Pitty's laatste kostschooljaar (Valkenserie nr. 26; ISBN 9024000955)